# Euploea publilia
Euploea publilia är en fjärilsart som beskrevs av Hans Fruhstorfer 1910. Euploea publilia ingår i släktet Euploea och familjen praktfjärilar. Inga underarter finns listade i Catalogue of Life.